# 코지 파월
코지 파월(Cozy Powell, 1947년 12월 29일 ~ 1998년 4월 5일)는 잉글랜드의 음악가이다.